# Torneo Clausura 2023 de Segunda División de Costa Rica
El Torneo Clausura 2023 fue la edición 93.° del campeonato de liga de la Segunda División del fútbol costarricense, que concluye la temporada 2022-23. El equipo del Municipal Liberia llega como campeón del Apertura 2022 y se asegura una eventual final, en caso de lograr el cetro del Clausura 2023 logrará el ascenso de forma automática.
También para esta edición habrá nuevamente ascenso de LINAFA o conocido como Segunda B.

## Sistema de competición
El torneo del Liga de Ascenso, está conformado en dos partes:
- Fase de clasificación: Se integra por las 18 jornadas del torneo.
- Fase final: Se integra por los partidos de cuartos de final, semifinal y final.

### Fase de clasificación
En la fase de clasificación se observará el sistema de puntos. La ubicación en la tabla general está sujeta a lo siguiente:
- Por juego ganado se obtendrán tres puntos.
- Por juego empatado se obtendrá un punto.
- Por juego perdido no se otorgan puntos.

En esta fase participan los 17 clubes de la Liga de Ascenso jugando en el torneo 18 jornadas respectivas, a visita recíproca según el grupo que pertenece.
El orden de los clubes al final de la fase de calificación del torneo corresponderá a la suma de los puntos obtenidos por cada uno de ellos y se presentará en forma descendente. Si al finalizar las 18 jornadas del torneo, dos o más clubes estuviesen empatados en puntos, su posición en la tabla general será determinada atendiendo a los siguientes criterios de desempate:
1. Mayor diferencia positiva general de goles. Este resultado se obtiene mediante la sumatoria de los goles anotados a todos los rivales, en cada campeonato menos los goles recibidos de estos.
2. Mayor cantidad de goles a favor, anotados a todos los rivales dentro de la misma competencia.
3. Mejor puntuación particular que hayan conseguido en las confrontaciones particulares entre ellos mismos.
4. Mayor diferencia positiva particular de goles, la cual se obtiene sumando los goles de los equipos empatados y restándole los goles recibidos.
5. Mayor cantidad de goles a favor que hayan conseguido en las confrontaciones entre ellos mismos.
6. Como última alternativa, el comité de competición realizaría un sorteo para el desempate.

### Fase final
Los ocho clubes calificados para esta fase del torneo serán reubicados de acuerdo con el lugar que ocupen en la tabla al término de la jornada 18, con los puestos del número uno hasta el cuatro de cada grupo. Los partidos a esta fase se desarrollarán a visita recíproca, en las siguientes etapas:
- Cuartos de final
- Semifinales
- Final

Los clubes vencedores en los partidos de cuartos de final y semifinal serán aquellos que en los dos juegos anoten el mayor número de goles. El club vencedor de la final y por lo tanto campeón, será aquel que en los dos partidos anote el mayor número de goles. Para todas las series, si al término del tiempo reglamentario el partido está empatado, se agregarán dos tiempos extras de 15 minutos cada uno. De persistir el empate en estos periodos, se procederá a lanzar tiros penales hasta que resulte un vencedor.
Los partidos de cuartos de final se jugarán de la siguiente manera:

## Equipos participantes

### Equipos por provincia
Para la temporada 2022-23, la provincia con más equipos en la Segunda División es San José con cinco.
| Uruguay Carmelita Turrialba Jicaral Liberia Consultants Garabito Golfito Palmares Sarchí Aserrí Santa Ana San José Belén Cariari Limón Black Star Quepos |

| Provincia  | N.º | Equipos                                                   |
| ---------- | --- | --------------------------------------------------------- |
| San José   | 5   | Aserrí, Fútbol Consultants, San José, Santa Ana y Uruguay |
| Puntarenas | 4   | Garabito, Golfito, Jicaral y Quepos Cambute               |
| Alajuela   | 3   | Carmelita, COFUTPA y Asociación Deportiva Sarchí          |
| Limón      | 2   | Cariari y Limón Black Star                                |
| Heredia    | 1   | Escorpiones                                               |
| Guanacaste | 1   | Liberia                                                   |
| Cartago    | 1   | Turrialba                                                 |

### Información de los equipos
| Equipo           | Ciudad       | Entrenador          | Fundación      | Estadio                 | Aforo | Transmisión |
| ---------------- | ------------ | ------------------- | -------------- | ----------------------- | ----- | ----------- |
| Aserrí           | Aserrí       | Minor Barquero      | 1940 (85 años) | ST Center               | 2 500 |             |
| AD Sarchí        | Sarchí       | Francisco Arias     | 2021 (3 años)  | Eliécer Pérez           | 2 500 |             |
| Cariari          | Cariari      | Bernardo Veach      | 1972 (53 años) | Comunal de Cariari      | 1 200 |             |
| Carmelita        | Alajuela     | Vinicio Alvarado    | 1948 (76 años) | Rafael Bolaños          | 2 400 |             |
| COFUTPA          | Palmares     | Mauricio Montero    | 2012 (13 años) | "Palmareño" Solís       | 4 000 |             |
| Consultants      | Desamparados | Luis Carlos Arias   | 2017 (7 años)  | "Cuty" Monge            | 5 500 |             |
| Escorpiones      | Belén        | Andrés Arias        | 2021 (3 años)  | Polideportivo de Belén  | 4 500 |             |
| Garabito         | Garabito     | Roberth Arias       | 2019 (6 años)  | Municipal de Garabito   | 3 000 |             |
| Golfito          | Golfito      | Fernando Villalobos | 2011 (14 años) | Fortunato Atencio       | 2 500 |             |
| Jicaral          | Jicaral      | Mauricio Solís      | 2007 (17 años) | Asoc. Cívica Jicaraleña | 1 500 |             |
| Liberia          | Liberia      | Minor Díaz          | 1977 (47 años) | Edgardo Baltodano       | 5 797 |             |
| Limón Black Star | Limón        | Ronald Mora         | 2022 (2 años)  | Juan Gobán              | 2 349 |             |
| Quepos Cambute   | Quepos       | Mauricio Moraga     | 1996 (29 años) | Municipal de Parrita    | 1 000 |             |
| San José         | Pavas        | Omar Royero         | 2021 (3 años)  | Ernesto Rohrmoser       | 2 500 |             |
| Santa Ana        | Santa Ana    | Cristian Oviedo     | 1993 (32 años) | Piedades de Santa Ana   | 2 000 |             |
| Turrialba        | Turrialba    | Marvin Solano       | 1940 (84 años) | Rafael Camacho          | 4 500 |             |
| Uruguay          | San Isidro   | Marco Herrera       | 1936 (89 años) | El Labrador             | 2 500 |             |

Datos actualizados al 1 de marzo de 2023.

## Fase de clasificación

### Tabla de posiciones

#### Grupo A
| Pos. | Equipo               | Pts. | PJ | G | E | P  | GF | GC | Dif. |  |
| ---- | -------------------- | ---- | -- | - | - | -- | -- | -- | ---- |  |
| 1    | Jicaral              | 30   | 14 | 8 | 6 | 0  | 31 | 10 | +21  |  |
| 2    | Municipal Liberia    | 29   | 14 | 9 | 2 | 3  | 29 | 10 | +19  |  |
| 3    | A. D. Carmelita      | 22   | 13 | 6 | 4 | 3  | 19 | 15 | +4   |  |
| 4    | Quepos Cambute       | 19   | 14 | 5 | 4 | 5  | 20 | 18 | +2   |  |
| 5    | A. D. Sarchí         | 18   | 14 | 5 | 3 | 6  | 21 | 20 | +1   |  |
| 6    | A. D. COFUTPA        | 18   | 14 | 5 | 3 | 6  | 19 | 18 | +1   |  |
| 7    | Municipal Garabito   | 11   | 13 | 3 | 2 | 8  | 13 | 24 | −11  |  |
| 8    | Puerto Golfito F. C. | 5    | 14 | 1 | 2 | 11 | 9  | 46 | −37  |  |

Actualizado a los partidos jugados el 25 de marzo de 2023.
 Fuente: Liga de Ascenso
|  | Clasifica a cuartos de final. |
|  | Último lugar.                 |

#### Grupo B
| Pos. | Equipo                    | Pts. | PJ | G  | E | P  | GF | GC | Dif. |  |
| ---- | ------------------------- | ---- | -- | -- | - | -- | -- | -- | ---- |  |
| 1    | Municipal Santa Ana       | 34   | 16 | 10 | 4 | 2  | 32 | 17 | +15  |  |
| 2    | Escorpiones de Belén      | 29   | 16 | 9  | 2 | 5  | 33 | 26 | +7   |  |
| 3    | C. S. Uruguay de Coronado | 29   | 16 | 9  | 2 | 5  | 31 | 28 | +3   |  |
| 4    | Limón Black Star          | 25   | 16 | 7  | 4 | 5  | 33 | 21 | +12  |  |
| 5    | A. D. Cariari             | 23   | 16 | 7  | 2 | 7  | 25 | 31 | −6   |  |
| 6    | Aserrí F. C.              | 17   | 16 | 5  | 2 | 9  | 24 | 27 | −3   |  |
| 7    | San José F. C.            | 17   | 16 | 4  | 5 | 7  | 21 | 26 | −5   |  |
| 8    | Fútbol Consultants        | 17   | 16 | 5  | 2 | 9  | 24 | 32 | −8   |  |
| 9    | Municipal Turrialba       | 13   | 16 | 4  | 1 | 11 | 14 | 28 | −14  |  |

Actualizado a los partidos jugados el 9 de marzo de 2023.
 Fuente: Liga de Ascenso
|  | Clasifica a cuartos de final. |
|  | Último lugar.                 |

### Evolución de la clasificación
| Jornada                   | 1 | 2 | 3 | 4 | 5 | 6 | 7 | 8 | 9 | 10 | 11 | 12 | 13 | 14 | 15 | 16 | 17 | 18 |
| Equipo                    |   |   |   |   |   |   |   |   |   |    |    |    |    |    |    |    |    |    |
| ------------------------- | - | - | - | - | - | - | - | - | - | -- | -- | -- | -- | -- | -- | -- | -- | -- |
| Grupo A                   |   |   |   |   |   |   |   |   |   |    |    |    |    |    |    |    |    |    |
| Jicaral                   | 4 | 4 | 4 | 1 | 1 | 1 | 4 | 4 | 1 | 1  | 1  | 1  | 1  | 1  | 1  | 1  | 1  | 1  |
| Municipal Liberia         | 1 | 5 | 5 | 2 | 4 | 4 | 2 | 1 | 2 | 2  | 2  | 2  | 2  | 2  | 2  | 2  | 2  | 2  |
| A. D. Carmelita           | 6 | 1 | 1 | 3 | 5 | 5 | 3 | 2 | 3 | 3  | 4  | 4  | 5  | 6  | 6  | 3  | 3  | 3  |
| Quepos Cambute            | 5 | 3 | 3 | 4 | 6 | 6 | 6 | 6 | 6 | 6  | 5  | 5  | 6  | 4  | 4  | 4  | 5  | 4  |
| A. D. Sarchí              | 2 | 6 | 6 | 5 | 2 | 2 | 1 | 3 | 5 | 5  | 6  | 6  | 4  | 5  | 5  | 6  | 4  | 5  |
| A. D. COFUTPA             | 3 | 2 | 2 | 6 | 3 | 3 | 5 | 5 | 4 | 4  | 3  | 3  | 3  | 3  | 3  | 5  | 6  | 6  |
| Municipal Garabito        | 7 | 7 | 7 | 7 | 7 | 7 | 7 | 7 | 7 | 7  | 7  | 7  | 7  | 7  | 7  | 7  | 7  | 7  |
| Puerto Golfito F. C.      | 8 | 8 | 8 | 8 | 8 | 8 | 8 | 8 | 8 | 8  | 8  | 8  | 8  | 8  | 8  | 8  | 8  | 8  |
| Grupo B                   |   |   |   |   |   |   |   |   |   |    |    |    |    |    |    |    |    |    |
| Municipal Santa Ana       | 7 | 7 | 3 | 2 | 1 | 1 | 1 | 1 | 1 | 1  | 1  | 1  | 1  | 1  | 1  | 1  | 1  | 1  |
| Escorpiones de Belén      | 2 | 3 | 1 | 1 | 2 | 2 | 2 | 2 | 2 | 2  | 2  | 2  | 2  | 3  | 2  | 2  | 2  | 2  |
| C. S. Uruguay de Coronado | 5 | 4 | 2 | 3 | 5 | 3 | 3 | 3 | 3 | 4  | 3  | 4  | 5  | 5  | 5  | 3  | 3  | 3  |
| Limón Black Star          | 1 | 2 | 6 | 7 | 7 | 4 | 5 | 6 | 4 | 3  | 4  | 5  | 3  | 2  | 4  | 4  | 4  | 4  |
| A. D. Cariari             | 4 | 6 | 8 | 4 | 6 | 7 | 8 | 9 | 9 | 9  | 6  | 6  | 6  | 4  | 3  | 5  | 5  | 5  |
| Aserrí F. C.              | 8 | 8 | 4 | 6 | 8 | 8 | 9 | 7 | 8 | 8  | 9  | 7  | 8  | 8  | 7  | 6  | 6  | 6  |
| San José F. C.            | 3 | 1 | 5 | 5 | 4 | 6 | 4 | 5 | 6 | 6  | 5  | 3  | 4  | 6  | 6  | 7  | 7  | 7  |
| Fútbol Consultants        | 6 | 5 | 7 | 8 | 3 | 5 | 6 | 4 | 5 | 5  | 7  | 8  | 9  | 9  | 9  | 9  | 8  | 8  |
| Municipal Turrialba       | 9 | 9 | 9 | 9 | 9 | 9 | 7 | 8 | 7 | 7  | 8  | 9  | 7  | 7  | 8  | 8  | 9  | 9  |

## Resultados
- Los horarios corresponden al tiempo de Costa Rica (UTC-6).

| Jornada 1                               | Jornada 1 | Jornada 1            | Jornada 1               | Jornada 1   | Jornada 1 | Jornada 1 | Jornada 1   |
| Local                                   | Resultado | Visitante            | Estadio                 | Fecha       | Hora      | Árbitro   | Transmisión |
| Grupo A                                 | Grupo A   | Grupo A              | Grupo A                 | Grupo A     | Grupo A   | Grupo A   | Grupo A     |
| --------------------------------------- | --------- | -------------------- | ----------------------- | ----------- | --------- | --------- | ----------- |
| Jicaral                                 | 1 - 1     | A. D. Carmelita      | Asoc. Cívica Jicaraleña | 15 de enero | 11:00     |           |             |
| A. D. COFUTPA                           | 1 - 1     | Quepos Cambute       | Guillermo Vargas        | 15 de enero | 11:00     |           |             |
| A. D. Sarchí                            | 3 - 2     | Municipal Garabito   | Eliécer Pérez           | 15 de enero | 11:15     |           |             |
| Municipal Liberia                       | 3 - 0     | Puerto Golfito F. C. | Chorotega               | 15 de enero | 15:00     |           |             |
| Grupo B                                 |           |                      |                         |             |           |           |             |
| San José F. C.                          | 2 - 1     | Municipal Santa Ana  | Ernesto Rohrmoser       | 13 de enero | 15:00     |           |             |
| Fútbol Consultants                      | 1 - 2     | A. D. Cariari        | "Coyella" Fonseca       | 14 de enero | 13:00     |           |             |
| Escorpiones de Belén                    | 3 - 1     | Aserrí F. C.         | Polideportivo de Belén  | 14 de enero | 18:00     |           |             |
| Municipal Turrialba                     | 0 - 4     | Limón Black Star     | Rafael Camacho          | 15 de enero | 11:00     |           |             |
| Equipo libre: C. S. Uruguay de Coronado |           |                      |                         |             |           |           |             |
| Total de goles: 26                      |           |                      |                         |             |           |           |             |

| Jornada 2                         | Jornada 2 | Jornada 2                 | Jornada 2              | Jornada 2   | Jornada 2 | Jornada 2 | Jornada 2   |
| Local                             | Resultado | Visitante                 | Estadio                | Fecha       | Hora      | Árbitro   | Transmisión |
| Grupo A                           | Grupo A   | Grupo A                   | Grupo A                | Grupo A     | Grupo A   | Grupo A   | Grupo A     |
| --------------------------------- | --------- | ------------------------- | ---------------------- | ----------- | --------- | --------- | ----------- |
| A. D. Carmelita                   | 2 - 0     | Municipal Liberia         | Rafael Bolaños         | 20 de enero | 19:00     |           |             |
| Quepos Cambute                    | 2 - 0     | Municipal Garabito        | Municipal de Parrita   | 21 de enero | 14:00     |           |             |
| A. D. Sarchí                      | 1 - 2     | Jicaral                   | Eliécer Pérez          | 22 de enero | 11:15     |           |             |
| Puerto Golfito F. C.              | 0 - 2     | A. D. COFUTPA             | Fortunato Atencio      | 22 de enero | 11:00     |           |             |
| Grupo B                           |           |                           |                        |             |           |           |             |
| San José F. C.                    | 0 - 0     | Aserrí F. C.              | Ernesto Rohrmoser      | 20 de enero | 15:00     |           |             |
| A. D. Cariari                     | 0 - 1     | Municipal Santa Ana       | Comunal de Pococcí     | 21 de enero | 14:00     |           |             |
| Escorpiones de Belén              | 2 - 3     | C. S. Uruguay de Coronado | Polideportivo de Belén | 21 de enero | 18:00     |           |             |
| Limón Black Star                  | 0 - 1     | Fútbol Consultants        | Juan Gobán             | 22 de enero | 13:30     |           |             |
| Equipo libre: Municipal Turrialba |           |                           |                        |             |           |           |             |
| Total de goles: 16                |           |                           |                        |             |           |           |             |

| Jornada 3                      | Jornada 3 | Jornada 3            | Jornada 3      | Jornada 3   | Jornada 3 | Jornada 3 | Jornada 3   |
| Local                          | Resultado | Visitante            | Estadio        | Fecha       | Hora      | Árbitro   | Transmisión |
| Grupo B                        | Grupo B   | Grupo B              | Grupo B        | Grupo B     | Grupo B   | Grupo B   | Grupo B     |
| ------------------------------ | --------- | -------------------- | -------------- | ----------- | --------- | --------- | ----------- |
| Fútbol Consultants             | 1 - 2     | Municipal Santa Ana  | "Cuty" Monge   | 25 de enero | 11:00     |           |             |
| Municipal Turrialba            | 0 - 2     | Escorpiones de Belén | Rafael Camacho | 25 de enero | 14:00     |           |             |
| Aserrí F. C.                   | 3 - 0     | A. D. Cariari        | ST Center      | 25 de enero | 15:00     |           |             |
| C. S. Uruguay de Coronado      | 1 - 0     | San José F. C.       | El Labrador    | 25 de enero | 15:00     |           |             |
| Equipo libre: Limón Black Star |           |                      |                |             |           |           |             |
| Total de goles: 9              |           |                      |                |             |           |           |             |

| Jornada 4                        | Jornada 4 | Jornada 4                 | Jornada 4               | Jornada 4   | Jornada 4 | Jornada 4 | Jornada 4   |
| Local                            | Resultado | Visitante                 | Estadio                 | Fecha       | Hora      | Árbitro   | Transmisión |
| Grupo A                          | Grupo A   | Grupo A                   | Grupo A                 | Grupo A     | Grupo A   | Grupo A   | Grupo A     |
| -------------------------------- | --------- | ------------------------- | ----------------------- | ----------- | --------- | --------- | ----------- |
| A. D. Carmelita                  | 1 - 1     | A. D. Sarchí              | Rafael Bolaños          | 27 de enero | 20:00     |           |             |
| Puerto Golfito F. C.             | 0 - 3     | Municipal Garabito        | Fortunato Atencio       | 28 de enero | 13:00     |           |             |
| Municipal Liberia                | 2 - 0     | A. D. COFUTPA             | Edgardo Baltodano       | 28 de enero | 19:00     |           |             |
| Jicaral                          | 2 - 1     | Quepos Cambute            | Asoc. Cívica Jicaraleña | 29 de enero | 11:00     |           |             |
| Grupo B                          |           |                           |                         |             |           |           |             |
| San José F. C.                   | 1 - 1     | Municipal Turrialba       | Ernesto Rohrmoser       | 28 de enero | 14:00     |           |             |
| A. D. Cariari                    | 4 - 2     | C. S. Uruguay de Coronado | Comunal de Pococcí      | 29 de enero | 14:00     |           |             |
| Escorpiones de Belén             | 1 - 0     | Limón Black Star          | Polideportivo de Belén  | 29 de enero | 15:00     |           |             |
| Municipal Santa Ana              | 1 - 0     | Aserrí F. C.              | Piedades de Santa Ana   | 29 de enero | 15:00     |           |             |
| Equipo libre: Fútbol Consultants |           |                           |                         |             |           |           |             |
| Total de goles: 20               |           |                           |                         |             |           |           |             |

| Jornada 5                          | Jornada 5 | Jornada 5           | Jornada 5            | Jornada 5    | Jornada 5 | Jornada 5 | Jornada 5   |
| Local                              | Resultado | Visitante           | Estadio              | Fecha        | Hora      | Árbitro   | Transmisión |
| Grupo A                            | Grupo A   | Grupo A             | Grupo A              | Grupo A      | Grupo A   | Grupo A   | Grupo A     |
| ---------------------------------- | --------- | ------------------- | -------------------- | ------------ | --------- | --------- | ----------- |
| Puerto Golfito F. C.               | 1 - 1     | Jicaral             | Fortunato Atencio    | 4 de febrero | 13:00     |           |             |
| A. D. COFUTPA                      | 3 - 1     | Municipal Garabito  | "Palmareño" Solís    | 4 de febrero | 19:00     |           |             |
| Municipal Liberia                  | 0 - 1     | A. D. Sarchí        | Edgardo Baltodano    | 4 de febrero | 19:00     |           |             |
| Quepos Cambute                     | 0 - 0     | A. D. Carmelita     | Municipal de Parrita | 5 de febrero | 13:00     |           |             |
| Grupo B                            |           |                     |                      |              |           |           |             |
| Fútbol Consultants                 | 3 - 1     | Aserrí F. C.        | "Cuty" Monge         | 4 de febrero | 15:00     |           |             |
| C. S. Uruguay de Coronado          | 0 - 1     | Municipal Santa Ana | El Labrador          | 4 de febrero | 15:00     |           |             |
| Municipal Turrialba                | 3 - 0     | A. D. Cariari       | Rafael Camacho       | 5 de febrero | 11:00     |           |             |
| Limón Black Star                   | 3 - 3     | San José F. C.      | Juan Gobán           | 5 de febrero | 14:30     |           |             |
| Equipo libre: Escorpiones de Belén |           |                     |                      |              |           |           |             |
| Total de goles: 21                 |           |                     |                      |              |           |           |             |

| Jornada 6                    | Jornada 6 | Jornada 6                 | Jornada 6              | Jornada 6    | Jornada 6 | Jornada 6 | Jornada 6   |
| Local                        | Resultado | Visitante                 | Estadio                | Fecha        | Hora      | Árbitro   | Transmisión |
| Grupo B                      | Grupo B   | Grupo B                   | Grupo B                | Grupo B      | Grupo B   | Grupo B   | Grupo B     |
| ---------------------------- | --------- | ------------------------- | ---------------------- | ------------ | --------- | --------- | ----------- |
| Escorpiones de Belén         | 2 - 1     | Fútbol Consultants        | Polideportivo de Belén | 8 de febrero | 13:00     |           |             |
| A. D. Cariari                | 0 - 3     | Limón Black Star          | Comunal de Cariari     | 8 de febrero | 14:30     |           |             |
| Aserrí F. C.                 | 2 - 3     | C. S. Uruguay de Coronado | ST Center              | 8 de febrero | 15:00     |           |             |
| Municipal Santa Ana          | 3 - 1     | Municipal Turrialba       | Piedades de Santa Ana  | 8 de febrero | 19:00     |           |             |
| Equipo libre: San José F. C. |           |                           |                        |              |           |           |             |
| Total de goles: 15           |           |                           |                        |              |           |           |             |

| Jornada 7                   | Jornada 7 | Jornada 7                 | Jornada 7               | Jornada 7     | Jornada 7 | Jornada 7 | Jornada 7   |
| Local                       | Resultado | Visitante                 | Estadio                 | Fecha         | Hora      | Árbitro   | Transmisión |
| Grupo A                     | Grupo A   | Grupo A                   | Grupo A                 | Grupo A       | Grupo A   | Grupo A   | Grupo A     |
| --------------------------- | --------- | ------------------------- | ----------------------- | ------------- | --------- | --------- | ----------- |
| A. D. Carmelita             | 1 - 0     | Puerto Golfito F. C.      | Rafael Bolaños          | 10 de febrero | 15:00     |           |             |
| Jicaral                     | 1 - 1     | A. D. COFUTPA             | Asoc. Cívica Jicaraleña | 11 de febrero | 12:00     |           |             |
| Municipal Liberia           | 2 - 0     | Municipal Garabito        | Edgardo Baltodano       | 11 de febrero | 19:00     |           |             |
| A. D. Sarchí                | 2 - 0     | Quepos Cambute            | Eliécer Pérez           | 12 de febrero | 11:15     |           |             |
| Grupo B                     |           |                           |                         |               |           |           |             |
| Fútbol Consultants          | 1 - 1     | C. S. Uruguay de Coronado | "Cuty" Monge            | 11 de febrero | 14:00     |           |             |
| Municipal Turrialba         | 1 - 0     | Aserrí F. C.              | Rafael Bolaños          | 12 de febrero | 11:00     |           |             |
| Limón Black Star            | 1 - 1     | Municipal Santa Ana       | Juan Gobán              | 12 de febrero | 14:30     |           |             |
| Escorpiones de Belén        | 3 - 4     | San José F. C.            | Polideportivo de Belén  | 12 de febrero | 15:00     |           |             |
| Equipo libre: A. D. Cariari |           |                           |                         |               |           |           |             |
| Total de goles: 19          |           |                           |                         |               |           |           |             |

| Jornada 8                         | Jornada 8 | Jornada 8            | Jornada 8            | Jornada 8     | Jornada 8 | Jornada 8 | Jornada 8   |
| Local                             | Resultado | Visitante            | Estadio              | Fecha         | Hora      | Árbitro   | Transmisión |
| Grupo A                           | Grupo A   | Grupo A              | Grupo A              | Grupo A       | Grupo A   | Grupo A   | Grupo A     |
| --------------------------------- | --------- | -------------------- | -------------------- | ------------- | --------- | --------- | ----------- |
| Puerto Golfito F. C.              | 3 - 2     | A. D. Sarchí         | Fortunato Atencio    | 18 de febrero | 13:00     |           |             |
| Municipal Garabito                | 1 - 1     | Jicaral              | Municipal de Parrita | 18 de febrero | 14:00     |           |             |
| Municipal Liberia                 | 4 - 0     | Quepos Cambute       | Edgardo Baltodano    | 18 de febrero | 19:00     |           |             |
| A. D. COFUTPA                     | 0 - 1     | A. D. Carmelita      | "Palmareño" Solís    | 19 de febrero | 15:00     |           |             |
| Grupo B                           |           |                      |                      |               |           |           |             |
| Aserrí F. C.                      | 4 - 3     | Limón Black Star     | ST Center            | 17 de febrero | 15:00     |           |             |
| C. S. Uruguay de Coronado         | 2 - 1     | Municipal Turrialba  | El Labrador          | 17 de febrero | 15:00     |           |             |
| Fútbol Consultants                | 3 - 0     | San José F. C.       | "Coyella" Fonseca    | 18 de febrero | 19:00     |           |             |
| A. D. Cariari                     | 2 - 6     | Escorpiones de Belén | Comunal de Cariari   | 19 de febrero | 14:00     |           |             |
| Equipo libre: Municipal Santa Ana |           |                      |                      |               |           |           |             |
| Total de goles: 33                |           |                      |                      |               |           |           |             |

| Jornada 9                  | Jornada 9 | Jornada 9                 | Jornada 9               | Jornada 9          | Jornada 9 | Jornada 9 | Jornada 9   |
| Local                      | Resultado | Visitante                 | Estadio                 | Fecha              | Hora      | Árbitro   | Transmisión |
| Grupo A                    | Grupo A   | Grupo A                   | Grupo A                 | Grupo A            | Grupo A   | Grupo A   | Grupo A     |
| -------------------------- | --------- | ------------------------- | ----------------------- | ------------------ | --------- | --------- | ----------- |
| Jicaral                    | 3 - 0     | Municipal Liberia         | Asoc. Cívica Jicaraleña | 22 de febrero      | 11:30     |           |             |
| Quepos Cambute             | 2 - 1     | Puerto Golfito F. C.      | Municipal de Parrita    | 22 de febrero      | 14:30     |           |             |
| A. D. Sarchí               | 0 - 2     | A. D. COFUTPA             | Eliécer Pérez           | 22 de febrero      | 15:00     |           |             |
| A. D. Carmelita            |           | Municipal Garabito        | Rafael Bolaños          | Juego no realizado | Hora      |           |             |
| Grupo B                    |           |                           |                         |                    |           |           |             |
| Municipal Turrialba        | 2 - 0     | Fútbol Consultants        | Rafael Camacho          | 22 de febrero      | 11:00     |           |             |
| Limón Black Star           | 5 - 0     | C. S. Uruguay de Coronado | Juan Gobán              | 22 de febrero      | 14:30     |           |             |
| San José F. C.             | 1 - 1     | A. D. Cariari             | Ernesto Rohrmoser       | 22 de febrero      | 15:00     |           |             |
| Escorpiones de Belén       | 2 - 2     | Municipal Santa Ana       | Polideportivo de Belén  | 22 de febrero      | 18:00     |           |             |
| Equipo libre: Aserrí F. C. |           |                           |                         |                    |           |           |             |
| Total de goles: 21         |           |                           |                         |                    |           |           |             |

| Jornada 10                              | Jornada 10 | Jornada 10           | Jornada 10            | Jornada 10    | Jornada 10 | Jornada 10 | Jornada 10  |
| Local                                   | Resultado  | Visitante            | Estadio               | Fecha         | Hora       | Árbitro    | Transmisión |
| Grupo A                                 | Grupo A    | Grupo A              | Grupo A               | Grupo A       | Grupo A    | Grupo A    | Grupo A     |
| --------------------------------------- | ---------- | -------------------- | --------------------- | ------------- | ---------- | ---------- | ----------- |
| Municipal Garabito                      | 0 - 0      | A. D. Sarchí         | Municipal de Parrita  | 25 de febrero | 14:00      |            |             |
| Puerto Golfito F. C.                    | 1 - 1      | Municipal Liberia    | Fortunato Atencio     | 26 de febrero | 13:00      |            |             |
| Quepos Cambute                          | 1 - 1      | A. D. COFUTPA        | Municipal de Parrita  | 26 de febrero | 14:30      |            |             |
| A. D. Carmelita                         | 1 - 1      | Jicaral              | Rafael Bolaños        | 26 de febrero | 15:00      |            |             |
| Grupo B                                 |            |                      |                       |               |            |            |             |
| Municipal Santa Ana                     | 3 - 2      | San José F. C.       | Piedades de Santa Ana | 24 de febrero | 20:00      |            |             |
| A. D. Cariari                           | 3 - 1      | Fútbol Consultants   | Comunal de Cariari    | 25 de febrero | 14:30      |            |             |
| Limón Black Star                        | 2 - 0      | Municipal Turrialba  | Juan Gobán            | 26 de febrero | 14:00      |            |             |
| Aserrí F. C.                            | 0 - 0      | Escorpiones de Belén | ST Center             | 27 de febrero | 15:00      |            |             |
| Equipo libre: C. S. Uruguay de Coronado |            |                      |                       |               |            |            |             |
| Total de goles: 17                      |            |                      |                       |               |            |            |             |

| Jornada 11                        | Jornada 11 | Jornada 11           | Jornada 11              | Jornada 11 | Jornada 11 | Jornada 11 | Jornada 11  |
| Local                             | Resultado  | Visitante            | Estadio                 | Fecha      | Hora       | Árbitro    | Transmisión |
| Grupo A                           | Grupo A    | Grupo A              | Grupo A                 | Grupo A    | Grupo A    | Grupo A    | Grupo A     |
| --------------------------------- | ---------- | -------------------- | ----------------------- | ---------- | ---------- | ---------- | ----------- |
| Municipal Liberia                 | 6 - 0      | A. D. Carmelita      | Edgardo Baltodano       | 3 de marzo | 18:00      |            |             |
| Municipal Garabito                | 1 - 3      | Quepos Cambute       | Municipal de Parrita    | 4 de marzo | 14:00      |            |             |
| A. D. COFUTPA                     | 4 - 0      | Puerto Golfito F. C. | "Palmareño" Solís       | 4 de marzo | 19:00      |            |             |
| Jicaral                           | 2 - 0      | A. D. Sarchí         | Asoc. Cívica Jicaraleña | 5 de marzo | 11:00      |            |             |
| Grupo B                           |            |                      |                         |            |            |            |             |
| Aserrí F. C.                      | 0 - 1      | San José F. C.       | ST Center               | 3 de marzo | 15:00      |            |             |
| Fútbol Consultants                | 2 - 2      | Limón Black Star     | "Coyella" Fonseca       | 3 de marzo | 20:00      |            |             |
| C. S. Uruguay de Coronado         | 2 - 1      | Escorpiones de Belén | El Labrador             | 4 de marzo | 15:00      |            |             |
| Municipal Santa Ana               | 1 - 2      | A. D. Cariari        | Piedades                | 4 de marzo | 19:00      |            |             |
| Equipo libre: Municipal Turrialba |            |                      |                         |            |            |            |             |
| Total de goles: 27                |            |                      |                         |            |            |            |             |

| Jornada 12                     | Jornada 12 | Jornada 12                | Jornada 12             | Jornada 12 | Jornada 12 | Jornada 12 | Jornada 12  |
| Local                          | Resultado  | Visitante                 | Estadio                | Fecha      | Hora       | Árbitro    | Transmisión |
| Grupo B                        | Grupo B    | Grupo B                   | Grupo B                | Grupo B    | Grupo B    | Grupo B    | Grupo B     |
| ------------------------------ | ---------- | ------------------------- | ---------------------- | ---------- | ---------- | ---------- | ----------- |
| A. D. Cariari                  | 1 - 3      | Aserrí F. C.              | Comunal de Cariari     | 8 de marzo | 14:30      |            |             |
| San José F. C.                 | 3 - 1      | C. S. Uruguay de Coronado | Ernesto Rohrmoser      | 8 de marzo | 15:00      |            |             |
| Escorpiones de Belén           | 2 - 1      | Municipal Turrialba       | Polideportivo de Belén | 8 de marzo | 18:00      |            |             |
| Municipal Santa Ana            | 6 - 2      | Fútbol Consultants        | Piedades               | 8 de marzo | 19:00      |            |             |
| Equipo libre: Limón Black Star |            |                           |                        |            |            |            |             |
| Total de goles: 19             |            |                           |                        |            |            |            |             |

| Jornada 13                       | Jornada 13 | Jornada 13           | Jornada 13           | Jornada 13  | Jornada 13 | Jornada 13 | Jornada 13  |
| Local                            | Resultado  | Visitante            | Estadio              | Fecha       | Hora       | Árbitro    | Transmisión |
| Grupo A                          | Grupo A    | Grupo A              | Grupo A              | Grupo A     | Grupo A    | Grupo A    | Grupo A     |
| -------------------------------- | ---------- | -------------------- | -------------------- | ----------- | ---------- | ---------- | ----------- |
| Municipal Garabito               | 2 - 1      | Puerto Golfito F. C. | Municipal de Parrita | 10 de marzo | 14:00      |            |             |
| A. D. COFUTPA                    | 0 - 4      | Municipal Liberia    | "Palmareño" Solís    | 10 de marzo | 20:00      |            |             |
| Quepos Cambute                   | 1 - 2      | Jicaral              | Municipal de Parrita | 11 de marzo | 14:30      |            |             |
| A. D. Sarchí                     | 1 - 0      | A. D. Carmelita      | Eliécer Pérez        | 11 de marzo | 15:00      |            |             |
| Grupo B                          |            |                      |                      |             |            |            |             |
| C. S. Uruguay de Coronado        | 1 - 2      | A. D. Cariari        | El Labrador          | 11 de marzo | 15:00      |            |             |
| Municipal Turrialba              | 1 - 0      | San José F. C.       | Rafael Camacho       | 12 de marzo | 11:00      |            |             |
| Limón Black Star                 | 3 - 1      | Escorpiones de Belén | Juan Gobán           | 12 de marzo | 14:30      |            |             |
| Aserrí F. C.                     | 1 - 2      | Municipal Santa Ana  | ST Center            | 12 de marzo | 15:00      |            |             |
| Equipo libre: Fútbol Consultants |            |                      |                      |             |            |            |             |
| Total de goles: 22               |            |                      |                      |             |            |            |             |

| Jornada 14                         | Jornada 14 | Jornada 14                | Jornada 14              | Jornada 14  | Jornada 14 | Jornada 14 | Jornada 14  |
| Local                              | Resultado  | Visitante                 | Estadio                 | Fecha       | Hora       | Árbitro    | Transmisión |
| Grupo A                            | Grupo A    | Grupo A                   | Grupo A                 | Grupo A     | Grupo A    | Grupo A    | Grupo A     |
| ---------------------------------- | ---------- | ------------------------- | ----------------------- | ----------- | ---------- | ---------- | ----------- |
| A. D. Carmelita                    | 0 - 3      | Quepos Cambute            | Rafael Bolaños          | 17 de marzo | 20:00      |            |             |
| Municipal Garabito                 | 1 - 0      | A. D. COFUTPA             | Municipal de Parrita    | 18 de marzo | 14:00      |            |             |
| A. D. Sarchí                       | 1 - 2      | Municipal Liberia         | Eliécer Pérez           | 18 de marzo | 15:00      |            |             |
| Jicaral                            | 9 - 0      | Puerto Golfito F. C.      | Asoc. Cívica Jicaraleña | 19 de marzo | 15:00      |            |             |
| Grupo B                            |            |                           |                         |             |            |            |             |
| Aserrí F. C.                       | 4 - 2      | Fútbol Consultants        | ST Center               | 17 de marzo | 15:00      |            |             |
| Municipal Santa Ana                | 2 - 2      | C. S. Uruguay de Coronado | Piedades                | 18 de marzo | 19:00      |            |             |
| A. D. Cariari                      | 2 - 1      | Municipal Turrialba       | Comunal de Cariari      | 19 de marzo | 14:00      |            |             |
| San José F. C.                     | 0 - 1      | Limón Black Star          | Ernesto Rohrmoser       | 19 de marzo | 15:00      |            |             |
| Equipo libre: Escorpiones de Belén |            |                           |                         |             |            |            |             |
| Total de goles: 30                 |            |                           |                         |             |            |            |             |

| Jornada 15                   | Jornada 15 | Jornada 15           | Jornada 15        | Jornada 15  | Jornada 15 | Jornada 15 | Jornada 15  |
| Local                        | Resultado  | Visitante            | Estadio           | Fecha       | Hora       | Árbitro    | Transmisión |
| Grupo B                      | Grupo B    | Grupo B              | Grupo B           | Grupo B     | Grupo B    | Grupo B    | Grupo B     |
| ---------------------------- | ---------- | -------------------- | ----------------- | ----------- | ---------- | ---------- | ----------- |
| Municipal Turrialba          | 0 - 3      | Municipal Santa Ana  | Rafael Camacho    | 22 de marzo | 11:00      |            |             |
| Limón Black Star             | 2 - 3      | A. D. Cariari        | Juan Gobán        | 22 de marzo | 14:30      |            |             |
| C. S. Uruguay de Coronado    | 3 - 2      | Aserrí F. C.         | El Labrador       | 22 de marzo | 15:00      |            |             |
| Fútbol Consultants           | 2 - 3      | Escorpiones de Belén | "Coyella" Fonseca | 22 de marzo | 20:00      |            |             |
| Equipo libre: San José F. C. |            |                      |                   |             |            |            |             |
| Total de goles: 18           |            |                      |                   |             |            |            |             |

| Jornada 16                  | Jornada 16 | Jornada 16           | Jornada 16           | Jornada 16  | Jornada 16 | Jornada 16 | Jornada 16  |
| Local                       | Resultado  | Visitante            | Estadio              | Fecha       | Hora       | Árbitro    | Transmisión |
| Grupo A                     | Grupo A    | Grupo A              | Grupo A              | Grupo A     | Grupo A    | Grupo A    | Grupo A     |
| --------------------------- | ---------- | -------------------- | -------------------- | ----------- | ---------- | ---------- | ----------- |
| A. D. COFUTPA               | 0 - 2      | Jicaral              | "Palmareño" Solís    | 25 de marzo | 14:00      |            |             |
| Quepos Cambute              | 2 - 2      | A. D. Sarchí         | Municipal de Parrita | 25 de marzo | 14:30      |            |             |
| Puerto Golfito F. C.        | 1 - 6      | A. D. Carmelita      | Fortunato Atencio    | 25 de marzo | 15:00      |            |             |
| Municipal Garabito          | 1 - 3      | Municipal Liberia    | Municipal de Parrita | 26 de marzo | 14:00      |            |             |
| Grupo B                     |            |                      |                      |             |            |            |             |
| C. S. Uruguay de Coronado   | 3 - 0      | Fútbol Consultants   | El Labrador          | 25 de marzo | 15:00      |            |             |
| San José F. C.              | 2 - 3      | Escorpiones de Belén | Ernesto Rohrmoser    | 26 de marzo | 14:00      |            |             |
| Municipal Santa Ana         | 1 - 1      | Limón Black Star     | Rafael Bolaños       | 26 de marzo | 16:00      |            |             |
| Aserrí F. C.                | 2 - 0      | Municipal Turrialba  | ST Center            | 27 de marzo | 15:00      |            |             |
| Equipo libre: A. D. Cariari |            |                      |                      |             |            |            |             |
| Total de goles: 29          |            |                      |                      |             |            |            |             |

| Jornada 17                        | Jornada 17 | Jornada 17                | Jornada 17              | Jornada 17  | Jornada 17 | Jornada 17 | Jornada 17  |
| Local                             | Resultado  | Visitante                 | Estadio                 | Fecha       | Hora       | Árbitro    | Transmisión |
| Grupo A                           | Grupo A    | Grupo A                   | Grupo A                 | Grupo A     | Grupo A    | Grupo A    | Grupo A     |
| --------------------------------- | ---------- | ------------------------- | ----------------------- | ----------- | ---------- | ---------- | ----------- |
| Quepos Cambute                    | 0 - 1      | Municipal Liberia         | Finca Damas             | 1 de abril  | 14:00      |            |             |
| Jicaral                           | 3 - 1      | Municipal Garabito        | Asoc. Cívica Jicaraleña | 1 de abril  | 15:00      |            |             |
| A. D. Sarchí                      | 6 - 0      | Puerto Golfito F. C.      | Eliécer Pérez           | 2 de abril  | 11:15      |            |             |
| A. D. Carmelita                   | 3 - 1      | A. D. COFUTPA             | Rafael Bolaños          | 2 de abril  | 16:00      |            |             |
| Grupo B                           |            |                           |                         |             |            |            |             |
| San José F. C.                    | 1 - 3      | Fútbol Consultants        | Ernesto Rohrmoser       | 31 de marzo | 14:00      |            |             |
| Escorpiones de Belén              | 2 - 1      | A. D. Cariari             | Polideportivo de Belén  | 1 de abril  | 18:00      |            |             |
| Municipal Turrialba               | 2 - 4      | C. S. Uruguay de Coronado | Rafael Camacho          | 2 de abril  | 11:00      |            |             |
| Limón Black Star                  | 3 - 1      | Aserrí F. C.              | Juan Gobán              | 2 de abril  | 14:30      |            |             |
| Equipo libre: Municipal Santa Ana |            |                           |                         |             |            |            |             |
| Total de goles: 32                |            |                           |                         |             |            |            |             |

| Jornada 18                 | Jornada 18    | Jornada 18           | Jornada 18           | Jornada 18 | Jornada 18 | Jornada 18 | Jornada 18  |
| Local                      | Resultado     | Visitante            | Estadio              | Fecha      | Hora       | Árbitro    | Transmisión |
| Grupo A                    | Grupo A       | Grupo A              | Grupo A              | Grupo A    | Grupo A    | Grupo A    | Grupo A     |
| -------------------------- | ------------- | -------------------- | -------------------- | ---------- | ---------- | ---------- | ----------- |
| Puerto Golfito F. C.       | 1 - 4         | Quepos Cambute       | Fortunato Atencio    | 9 de abril | 14:00      |            |             |
| Municipal Garabito         | Desprogramado | A. D. Carmelita      | Municipal de Parrita | 9 de abril | 14:00      |            |             |
| A. D. COFUTPA              | 4 - 1         | A. D. Sarchí         | "Palmareño" Solís    | 9 de abril | 14:00      |            |             |
| Municipal Liberia          | 1 - 1         | Jicaral              | Edgardo Baltodano    | 9 de abril | 14:00      |            |             |
| Grupo B                    |               |                      |                      |            |            |            |             |
| A. D. Cariari              | 1 - 1         | San José F. C.       | Comunal de Cariari   | 9 de abril | 14:00      |            |             |
| Fútbol Consultants         | 1 - 0         | Municipal Turrialba  | "Coyella" Fonseca    | 9 de abril | 14:00      |            |             |
| Municipal Santa Ana        | 2 - 0         | Escorpiones de Belén | Rafael Bolaños       | 9 de abril | 14:00      |            |             |
| C. S. Uruguay de Coronado  | 3 - 0         | Limón Black Star     | El Labrador          | 9 de abril | 14:00      |            |             |
| Equipo libre: Aserrí F. C. |               |                      |                      |            |            |            |             |
| Total de goles: 20         |               |                      |                      |            |            |            |             |

## Fase final

### Cuadro de desarrollo
|  | Cuartos de final                                     | Cuartos de final                                     | Cuartos de final                                     | Cuartos de final                                     | Cuartos de final                                     |   |       | Semifinales                                          | Semifinales                                          | Semifinales                                          | Semifinales                                          | Semifinales                                          |  |    | Final                                | Final                                | Final                                | Final                                | Final                                |  |
|  | 14, 15 y 16 de abril (ida) 22 Y 23 de abril (vuelta) | 14, 15 y 16 de abril (ida) 22 Y 23 de abril (vuelta) | 14, 15 y 16 de abril (ida) 22 Y 23 de abril (vuelta) | 14, 15 y 16 de abril (ida) 22 Y 23 de abril (vuelta) | 14, 15 y 16 de abril (ida) 22 Y 23 de abril (vuelta) |   |       | 30 de abril y 1 de mayo (ida) 6 y 7 de mayo (vuelta) | 30 de abril y 1 de mayo (ida) 6 y 7 de mayo (vuelta) | 30 de abril y 1 de mayo (ida) 6 y 7 de mayo (vuelta) | 30 de abril y 1 de mayo (ida) 6 y 7 de mayo (vuelta) | 30 de abril y 1 de mayo (ida) 6 y 7 de mayo (vuelta) |  |    | 13 de mayo (ida) 20 de mayo (vuelta) | 13 de mayo (ida) 20 de mayo (vuelta) | 13 de mayo (ida) 20 de mayo (vuelta) | 13 de mayo (ida) 20 de mayo (vuelta) | 13 de mayo (ida) 20 de mayo (vuelta) |  |
|  |                                                      |                                                      |                                                      |                                                      |                                                      |   |       |                                                      |                                                      |                                                      |                                                      |                                                      |  |    |                                      |                                      |                                      |                                      |                                      |  |
|  |                                                      |                                                      |                                                      |                                                      |                                                      |   |       |                                                      |                                                      |                                                      |                                                      |                                                      |  |    |                                      |                                      |                                      |                                      |                                      |  |
|  | 1°A                                                  | Jicaral                                              | 1                                                    | 0                                                    | 1                                                    |   |       |                                                      |                                                      |                                                      |                                                      |                                                      |  |    |                                      |                                      |                                      |                                      |                                      |  |
|  | 1°A                                                  | Jicaral                                              | 1                                                    | 0                                                    | 1                                                    |   |       |                                                      |                                                      |                                                      |                                                      |                                                      |  |    |                                      |                                      |                                      |                                      |                                      |  |
|  | 4°B                                                  | Limón Black Star                                     | 2                                                    | 1                                                    | 3                                                    |   |       |                                                      |                                                      |                                                      |                                                      |                                                      |  |    |                                      |                                      |                                      |                                      |                                      |  |
|  | 4°B                                                  | Limón Black Star                                     | 2                                                    | 1                                                    | 3                                                    |   | C1    | Limón Black Star                                     | 0                                                    | 1                                                    | 1                                                    |                                                      |  |    |                                      |                                      |                                      |                                      |                                      |  |
|  |                                                      |                                                      |                                                      |                                                      |                                                      |   | C1    | Limón Black Star                                     | 0                                                    | 1                                                    | 1                                                    |                                                      |  |    |                                      |                                      |                                      |                                      |                                      |  |
|  |                                                      |                                                      | C3                                                   | Escorpiones de Belén                                 | 2                                                    | 0 | 2     |                                                      |                                                      |                                                      |                                                      |                                                      |  |    |                                      |                                      |                                      |                                      |                                      |  |
|  | 2°B                                                  | Escorpiones de Belén                                 | C3                                                   | Escorpiones de Belén                                 | 2                                                    | 0 | 2     | 0                                                    | 5                                                    | 5                                                    |                                                      |                                                      |  |    |                                      |                                      |                                      |                                      |                                      |  |
|  | 2°B                                                  | Escorpiones de Belén                                 |                                                      |                                                      |                                                      |   |       |                                                      |                                                      | 5                                                    |                                                      |                                                      |  |    |                                      |                                      |                                      |                                      |                                      |  |
|  | 3°A                                                  | A. D. Carmelita                                      | 2                                                    | 2                                                    | 4                                                    |   |       |                                                      |                                                      |                                                      |                                                      |                                                      |  |    |                                      |                                      |                                      |                                      |                                      |  |
|  | 3°A                                                  | A. D. Carmelita                                      | 2                                                    | 2                                                    | 4                                                    |   |       |                                                      |                                                      |                                                      |                                                      |                                                      |  | F1 | Escorpiones de Belén                 | 1                                    | 0                                    | 1                                    |                                      |  |
|  |                                                      |                                                      |                                                      |                                                      |                                                      |   |       |                                                      |                                                      |                                                      |                                                      |                                                      |  | F1 | Escorpiones de Belén                 | 1                                    | 0                                    | 1                                    |                                      |  |
|  |                                                      |                                                      | F2                                                   | Liberia                                              | 0                                                    | 2 | 2     |                                                      |                                                      |                                                      |                                                      |                                                      |  |    |                                      |                                      |                                      |                                      |                                      |  |
|  | 2°A                                                  | Liberia                                              | F2                                                   | Liberia                                              | 0                                                    | 2 | 2     | 1                                                    | 3                                                    | 4                                                    |                                                      |                                                      |  |    |                                      |                                      |                                      |                                      |                                      |  |
|  | 2°A                                                  | Liberia                                              |                                                      |                                                      |                                                      |   |       |                                                      |                                                      | 4                                                    |                                                      |                                                      |  |    |                                      |                                      |                                      |                                      |                                      |  |
|  | 3°B                                                  | Uruguay de Coronado                                  | 0                                                    | 2                                                    | 2                                                    |   |       |                                                      |                                                      |                                                      |                                                      |                                                      |  |    |                                      |                                      |                                      |                                      |                                      |  |
|  | 3°B                                                  | Uruguay de Coronado                                  | 0                                                    | 2                                                    | 2                                                    |   | C2    | Liberia                                              | 1                                                    | 0                                                    | 1 (4)                                                |                                                      |  |    |                                      |                                      |                                      |                                      |                                      |  |
|  |                                                      |                                                      |                                                      |                                                      |                                                      |   | C2    | Liberia                                              | 1                                                    | 0                                                    | 1 (4)                                                |                                                      |  |    |                                      |                                      |                                      |                                      |                                      |  |
|  |                                                      |                                                      | C4                                                   | Quepos Cambute                                       | 1                                                    | 0 | 1 (1) |                                                      |                                                      |                                                      |                                                      |                                                      |  |    |                                      |                                      |                                      |                                      |                                      |  |
|  | 1°B                                                  | Municipal Santa Ana                                  | C4                                                   | Quepos Cambute                                       | 1                                                    | 0 | 1 (1) | 3                                                    | 0                                                    | 3                                                    |                                                      |                                                      |  |    |                                      |                                      |                                      |                                      |                                      |  |
|  | 1°B                                                  | Municipal Santa Ana                                  |                                                      |                                                      |                                                      |   |       |                                                      |                                                      | 3                                                    |                                                      |                                                      |  |    |                                      |                                      |                                      |                                      |                                      |  |
|  | 4°A                                                  | Quepos Cambute                                       | 3                                                    | 1                                                    | 4                                                    |   |       |                                                      |                                                      |                                                      |                                                      |                                                      |  |    |                                      |                                      |                                      |                                      |                                      |  |
|  | 4°A                                                  | Quepos Cambute                                       | 3                                                    | 1                                                    | 4                                                    |   |       |                                                      |                                                      |                                                      |                                                      |                                                      |  |    |                                      |                                      |                                      |                                      |                                      |  |
|  |                                                      |                                                      |                                                      |                                                      |                                                      |   |       |                                                      |                                                      |                                                      |                                                      |                                                      |  |    |                                      |                                      |                                      |                                      |                                      |  |

### Cuartos de final

#### Jicaral vs. Limón Black Star
| 16 de abril de 2023; 14:30 | Limón Black Star                         | 2:1 (0:0) | Jicaral           | Juan Gobán, Limón |             |
|                            | José Andrés Torres 81' · Kane Ujueta 86' |           | Jairo Arrieta 56' | Árbitro(s):       | Árbitro(s): |

| 23 de abril de 2023; 11:00 | Jicaral | 0:1 (0:0) (Global 1:3) | Limón Black Star | Asoc. Cívica Jicaraleña, Lepanto, Puntarenas |             |
|                            |         |                        | José Torres 65'  | Árbitro(s):                                  | Árbitro(s): |

#### AD Carmelita vs. Escorpiones
| 14 de abril de 2023; 20:00 | A. D. Carmelita                         | 2:0 (2:0) | Escorpiones de Belén | Rafael Bolaños, Alajuela |                          |
|                            | Javier Camareno 6' · Sergio Núñez 12' · |           |                      | Árbitro(s): Allen Quirós | Árbitro(s): Allen Quirós |

| 22 de abril de 2023; 16:00 | Escorpiones de Belén                                                        | 5:2 (2:1; 4:2) (t. s.)(Global 5:4) | A. D. Carmelita          | Polideportivo de Belén, Belén, Heredia |             |
|                            | José Rodolfo Montiel 15', 44', 51' · Josué Martínez 62' · Reggy Rivera 108' |                                    | Javier Camareno 40', 90' | Árbitro(s):                            | Árbitro(s): |

#### Liberia vs. C.S. Uruguay
| 15 de abril de 2023; 15:00 | Uruguay de Coronado | 0:1 (0:0) | Liberia             | El Labrador, Coronado, San José |             |
|                            |                     |           | David Hernández 68' | Árbitro(s):                     | Árbitro(s): |

| 22 de abril de 2023; 19:00 | Liberia                     | 3:2 (0:1) (Global 4:2) | Uruguay de Coronado                             | Edgardo Baltodano, Liberia, Guanacaste |             |
|                            | Esyin Cordero 51', 53', 61' |                        | Gustavo Portuguez 45+1' · Jeiner Ballestero 46' | Árbitro(s):                            | Árbitro(s): |

#### Santa Ana vs. Quepos Cambute
| 16 de abril de 2023; 12:30 | Quepos Cambute                                  | 3:3 (0:1) | Municipal Santa Ana                             | Estadio Finca Damas, Quepos, Puntarenas |             |
|                            | Marco Barrantes 46' · Josué Mitchell 79', 90+3' |           | Giovanni Clunie 22' · Nicolás Azofeifa 58', 71' | Árbitro(s):                             | Árbitro(s): |

| 23 de abril de 2023; 14:00 | Municipal Santa Ana | 0:1 (0:1) (Global 3:4) | Quepos Cambute   | Rafael Bolaños, Alajuela    |                             |
|                            |                     |                        | Jerson Salas 22' | Árbitro(s): William Matthus | Árbitro(s): William Matthus |

### Semifinales

#### Semifinal 1
| 30 de abril de 2023; 14:00 | Limón Black Star | 0:2 (0:0) | Escorpiones de Belén                          | Juan Gobán, Limón      |                        |
|                            |                  |           | Josué Martínez 58' · José Rodolfo Montiel 84' | Árbitro(s): Bryan Cruz | Árbitro(s): Bryan Cruz |

| 6 de mayo de 2023; 18:00 | Escorpiones de Belén | 0:1 (0:1) (Global 2:1) | Limón Black Star      | Polideportivo de Belén, Belén, Heredia |                             |
|                          |                      |                        | Yonaiker Gamboa 45+6' | Árbitro(s): Steven Madrigal            | Árbitro(s): Steven Madrigal |

#### Semifinal 2
| 1 de mayo de 2023; 18:00 | Quepos Cambute      | 1:1 (0:1) | Liberia          | Municipal, San Isidro del General, San José |                            |
|                          | Marco Barrantes 68' |           | Esyin Cordero 2' | Árbitro(s): Carlos Salazar                  | Árbitro(s): Carlos Salazar |

| 7 de mayo de 2023; 18:00 | Liberia                                                      | 0:0 (0:0) (t. s.)(4:1 p.)(Global 1:1) | Quepos Cambute                                         | Edgardo Baltodano, Liberia, Guanacaste |  |
|                          |                                                              |                                       |                                                        | Árbitro(s):                            |  |
|                          |                                                              | Tiros desde el punto penal            |                                                        |                                        |  |
|                          | Joaquín Huertas · Alvaro Aguilar · José Sosa · Kevin Cabezas |                                       | Alejandro Porras · Aarón Solórzano · Marco Barrantes · |                                        |  |

### Final

#### Final Clausura
| 13 de mayo de 2023; 17:00 | Escorpiones de Belén | 1:0 (1:0) | Liberia | Polideportivo de Belén, Belén, Heredia                   |                                                          |
|                           | Verny Scott 40' ·    |           |         | Asistencia: 2500 espectadores Árbitro(s): William Mattus | Asistencia: 2500 espectadores Árbitro(s): William Mattus |

| 20 de mayo de 2023; 19:00 | Liberia                               | 2:0 (1:0) (Global 2:1) | Escorpiones de Belén | Edgardo Baltodano, Liberia, Guanacaste                   |                                                          |
|                           | Javier Rosales 38' · Raúl Vidal 81' · |                        |                      | Asistencia: 10.000 espectadores Árbitro(s): Josué Ugalde | Asistencia: 10.000 espectadores Árbitro(s): Josué Ugalde |

#### Final - ida
| 1     | POR   | Ricardo Montenegro   |     |
| 13    | DEF   | Jameson Scott        |     |
| 3     | DEF   | Erick Rojas          |     |
| 20    | DEF   | Reggy Rivera         |     |
| 4     | DEF   | Nendalí Mendoza      |     |
| 21    | MED   | Verny Scott          | 81' |
| 11    | MED   | Anderson Fernández   | 81' |
| 10    | MED   | Greivin Fonseca      |     |
| 9     | MED   | José Rodolfo Montiel |     |
| 7     | DEL   | Mynor Escoe          | 85' |
| 17    | DEL   | Josué Martínez       | 81' |
| D. T. | D. T. | Andrés Arias         |     |

| 1     | POR   | Erick Sánchez     |     |
| 2     | DEF   | Andrés Jara       |     |
| 30    | DEF   | Joaquín Huertas   |     |
| 5     | DEF   | Álvaro Aguilar    |     |
| 98    | DEF   | Ignacio Gómez     |     |
| 70    | MED   | Diego Madrigal    |     |
| 20    | MED   | Malcone Pilone    | 80' |
| 6     | MED   | Kevin Cabezas     |     |
| 10    | MED   | Esyin Cordero     | 81' |
| 8     | DEL   | Richard Rodríguez | 60' |
| 88    | DEL   | Raúl Vidal        |     |
| D. T. | D. T. | Minor Díaz        |     |

| 34 | MED | Abner Hidalgo     | 81' |
| 16 | MED | Lopsang Balmaceda | 81' |
| 8  | DEL | Randy Chirino     | 85' |
| 12 | DEL | Rutsell Mora      | 81' |

| 9  | MED | Erick Barahona        | 80'   |
| 17 | DEL | Jaime Rosales         | 81'   |
| 11 | DEL | Walter Chévez         | 60'   |
| 6  | MED | Bandera de Costa Rica | Entró |

| 40' · | Verny Scott | 1:0 |

| 84' · | Mynor Escoe |

| Principal  | William Mattus |
| Asistentes | Diego Salazar  |
|            | Elvis Salazar  |
| Cuarto     | Raúl Eduarte   |

| 1     | POR   | Ricardo Montenegro   |     |
| 13    | DEF   | Jameson Scott        |     |
| 3     | DEF   | Erick Rojas          |     |
| 20    | DEF   | Reggy Rivera         |     |
| 4     | DEF   | Nendalí Mendoza      |     |
| 21    | MED   | Verny Scott          | 81' |
| 11    | MED   | Anderson Fernández   | 81' |
| 10    | MED   | Greivin Fonseca      |     |
| 9     | MED   | José Rodolfo Montiel |     |
| 7     | DEL   | Mynor Escoe          | 85' |
| 17    | DEL   | Josué Martínez       | 81' |
| D. T. | D. T. | Andrés Arias         |     |

| 1     | POR   | Erick Sánchez     |     |
| 2     | DEF   | Andrés Jara       |     |
| 30    | DEF   | Joaquín Huertas   |     |
| 5     | DEF   | Álvaro Aguilar    |     |
| 98    | DEF   | Ignacio Gómez     |     |
| 70    | MED   | Diego Madrigal    |     |
| 20    | MED   | Malcone Pilone    | 80' |
| 6     | MED   | Kevin Cabezas     |     |
| 10    | MED   | Esyin Cordero     | 81' |
| 8     | DEL   | Richard Rodríguez | 60' |
| 88    | DEL   | Raúl Vidal        |     |
| D. T. | D. T. | Minor Díaz        |     |

| 34 | MED | Abner Hidalgo     | 81' |
| 16 | MED | Lopsang Balmaceda | 81' |
| 8  | DEL | Randy Chirino     | 85' |
| 12 | DEL | Rutsell Mora      | 81' |

| 9  | MED | Erick Barahona        | 80'   |
| 17 | DEL | Jaime Rosales         | 81'   |
| 11 | DEL | Walter Chévez         | 60'   |
| 6  | MED | Bandera de Costa Rica | Entró |

| 40' · | Verny Scott | 1:0 |

| 84' · | Mynor Escoe |

| Principal  | William Mattus |
| Asistentes | Diego Salazar  |
|            | Elvis Salazar  |
| Cuarto     | Raúl Eduarte   |

| 1     | POR   | Ricardo Montenegro   |     |
| 13    | DEF   | Jameson Scott        |     |
| 3     | DEF   | Erick Rojas          |     |
| 20    | DEF   | Reggy Rivera         |     |
| 4     | DEF   | Nendalí Mendoza      |     |
| 21    | MED   | Verny Scott          | 81' |
| 11    | MED   | Anderson Fernández   | 81' |
| 10    | MED   | Greivin Fonseca      |     |
| 9     | MED   | José Rodolfo Montiel |     |
| 7     | DEL   | Mynor Escoe          | 85' |
| 17    | DEL   | Josué Martínez       | 81' |
| D. T. | D. T. | Andrés Arias         |     |

| 1     | POR   | Erick Sánchez     |     |
| 2     | DEF   | Andrés Jara       |     |
| 30    | DEF   | Joaquín Huertas   |     |
| 5     | DEF   | Álvaro Aguilar    |     |
| 98    | DEF   | Ignacio Gómez     |     |
| 70    | MED   | Diego Madrigal    |     |
| 20    | MED   | Malcone Pilone    | 80' |
| 6     | MED   | Kevin Cabezas     |     |
| 10    | MED   | Esyin Cordero     | 81' |
| 8     | DEL   | Richard Rodríguez | 60' |
| 88    | DEL   | Raúl Vidal        |     |
| D. T. | D. T. | Minor Díaz        |     |

| 34 | MED | Abner Hidalgo     | 81' |
| 16 | MED | Lopsang Balmaceda | 81' |
| 8  | DEL | Randy Chirino     | 85' |
| 12 | DEL | Rutsell Mora      | 81' |

| 9  | MED | Erick Barahona        | 80'   |
| 17 | DEL | Jaime Rosales         | 81'   |
| 11 | DEL | Walter Chévez         | 60'   |
| 6  | MED | Bandera de Costa Rica | Entró |

| 40' · | Verny Scott | 1:0 |

| 84' · | Mynor Escoe |

| Principal  | William Mattus |
| Asistentes | Diego Salazar  |
|            | Elvis Salazar  |
| Cuarto     | Raúl Eduarte   |

| 1     | POR   | Ricardo Montenegro   |     |
| 13    | DEF   | Jameson Scott        |     |
| 3     | DEF   | Erick Rojas          |     |
| 20    | DEF   | Reggy Rivera         |     |
| 4     | DEF   | Nendalí Mendoza      |     |
| 21    | MED   | Verny Scott          | 81' |
| 11    | MED   | Anderson Fernández   | 81' |
| 10    | MED   | Greivin Fonseca      |     |
| 9     | MED   | José Rodolfo Montiel |     |
| 7     | DEL   | Mynor Escoe          | 85' |
| 17    | DEL   | Josué Martínez       | 81' |
| D. T. | D. T. | Andrés Arias         |     |

| 1     | POR   | Erick Sánchez     |     |
| 2     | DEF   | Andrés Jara       |     |
| 30    | DEF   | Joaquín Huertas   |     |
| 5     | DEF   | Álvaro Aguilar    |     |
| 98    | DEF   | Ignacio Gómez     |     |
| 70    | MED   | Diego Madrigal    |     |
| 20    | MED   | Malcone Pilone    | 80' |
| 6     | MED   | Kevin Cabezas     |     |
| 10    | MED   | Esyin Cordero     | 81' |
| 8     | DEL   | Richard Rodríguez | 60' |
| 88    | DEL   | Raúl Vidal        |     |
| D. T. | D. T. | Minor Díaz        |     |

| 34 | MED | Abner Hidalgo     | 81' |
| 16 | MED | Lopsang Balmaceda | 81' |
| 8  | DEL | Randy Chirino     | 85' |
| 12 | DEL | Rutsell Mora      | 81' |

| 9  | MED | Erick Barahona        | 80'   |
| 17 | DEL | Jaime Rosales         | 81'   |
| 11 | DEL | Walter Chévez         | 60'   |
| 6  | MED | Bandera de Costa Rica | Entró |

| 40' · | Verny Scott | 1:0 |

| 84' · | Mynor Escoe |

| Principal  | William Mattus |
| Asistentes | Diego Salazar  |
|            | Elvis Salazar  |
| Cuarto     | Raúl Eduarte   |

#### Final - vuelta
| 1     | POR   | Erick Sánchez   |       |
| 2     | DEF   | Andrés Jara     |       |
| 30    | DEF   | Joaquín Huertas |       |
| 55    | DEF   | Rafael Núñez    |       |
| 98    | DEF   | Ignacio Gómez   |       |
| 17    | MED   | Javier Rosales  | 61'   |
| 20    | MED   | Malcone Pilone  |       |
| 6     | MED   | Kevin Cabezas   |       |
| 26    | MED   | José Matarrita  | 45'   |
| 14    | DEL   | Walter Chévez   | 83'   |
| 88    | DEL   | Raúl Vidal      | 90+3' |
| D. T. | D. T. | Minor Díaz      |       |

| 1     | POR   | Ricardo Montenegro   |     |
| 13    | DEF   | Jameson Scott        |     |
| 3     | DEF   | Erick Rojas          |     |
| 20    | DEF   | Reggy Rivera         |     |
| 4     | DEF   | Nendalí Mendoza      |     |
| 21    | MED   | Verny Scott          | 83' |
| 11    | MED   | Anderson Fernández   | 67' |
| 10    | MED   | Greivin Fonseca      |     |
| 9     | MED   | José Rodolfo Montiel |     |
| 7     | DEL   | Mynor Escoe          | 67' |
| 17    | DEL   | Josué Martínez       | 83' |
| D. T. | D. T. | Andrés Arias         |     |

| 10 | MED | Esyin Cordero   | 45'   |
| 91 | MED | Juan Diego Ruiz | 61'   |
| 25 | DEF | Álvaro Aguilar  | 83'   |
| 24 | DEF | José Sosa       | 90+3' |

| 8  | DEL | Randy Chirino     | 67' |
| 12 | MED | Rutsell Mora      | 67' |
| 16 | DEF | Lopsang Balmaceda | 83' |
| 24 | MED | Yecxy Jarquín     | 83' |

| 38' · 81' · | Javier Rosales Raúl Vidal | 1:0 2:0 |

| 30' · 33' · 40' · 45+2' | José Matarrita Walter Chévez Malcome Pilone Javier Rosales |

| 8' · | Nendalí Mendoza |

| 78' | Reggy Rivera |

| Principal  | Josué Ugalde    |
| Asistentes | Jeriel Valverde |
|            | Félix Quesada   |
| Cuarto     | Carlos Salazar  |

| 1     | POR   | Erick Sánchez   |       |
| 2     | DEF   | Andrés Jara     |       |
| 30    | DEF   | Joaquín Huertas |       |
| 55    | DEF   | Rafael Núñez    |       |
| 98    | DEF   | Ignacio Gómez   |       |
| 17    | MED   | Javier Rosales  | 61'   |
| 20    | MED   | Malcone Pilone  |       |
| 6     | MED   | Kevin Cabezas   |       |
| 26    | MED   | José Matarrita  | 45'   |
| 14    | DEL   | Walter Chévez   | 83'   |
| 88    | DEL   | Raúl Vidal      | 90+3' |
| D. T. | D. T. | Minor Díaz      |       |

| 1     | POR   | Ricardo Montenegro   |     |
| 13    | DEF   | Jameson Scott        |     |
| 3     | DEF   | Erick Rojas          |     |
| 20    | DEF   | Reggy Rivera         |     |
| 4     | DEF   | Nendalí Mendoza      |     |
| 21    | MED   | Verny Scott          | 83' |
| 11    | MED   | Anderson Fernández   | 67' |
| 10    | MED   | Greivin Fonseca      |     |
| 9     | MED   | José Rodolfo Montiel |     |
| 7     | DEL   | Mynor Escoe          | 67' |
| 17    | DEL   | Josué Martínez       | 83' |
| D. T. | D. T. | Andrés Arias         |     |

| 10 | MED | Esyin Cordero   | 45'   |
| 91 | MED | Juan Diego Ruiz | 61'   |
| 25 | DEF | Álvaro Aguilar  | 83'   |
| 24 | DEF | José Sosa       | 90+3' |

| 8  | DEL | Randy Chirino     | 67' |
| 12 | MED | Rutsell Mora      | 67' |
| 16 | DEF | Lopsang Balmaceda | 83' |
| 24 | MED | Yecxy Jarquín     | 83' |

| 38' · 81' · | Javier Rosales Raúl Vidal | 1:0 2:0 |

| 30' · 33' · 40' · 45+2' | José Matarrita Walter Chévez Malcome Pilone Javier Rosales |

| 8' · | Nendalí Mendoza |

| 78' | Reggy Rivera |

| Principal  | Josué Ugalde    |
| Asistentes | Jeriel Valverde |
|            | Félix Quesada   |
| Cuarto     | Carlos Salazar  |

| 1     | POR   | Erick Sánchez   |       |
| 2     | DEF   | Andrés Jara     |       |
| 30    | DEF   | Joaquín Huertas |       |
| 55    | DEF   | Rafael Núñez    |       |
| 98    | DEF   | Ignacio Gómez   |       |
| 17    | MED   | Javier Rosales  | 61'   |
| 20    | MED   | Malcone Pilone  |       |
| 6     | MED   | Kevin Cabezas   |       |
| 26    | MED   | José Matarrita  | 45'   |
| 14    | DEL   | Walter Chévez   | 83'   |
| 88    | DEL   | Raúl Vidal      | 90+3' |
| D. T. | D. T. | Minor Díaz      |       |

| 1     | POR   | Ricardo Montenegro   |     |
| 13    | DEF   | Jameson Scott        |     |
| 3     | DEF   | Erick Rojas          |     |
| 20    | DEF   | Reggy Rivera         |     |
| 4     | DEF   | Nendalí Mendoza      |     |
| 21    | MED   | Verny Scott          | 83' |
| 11    | MED   | Anderson Fernández   | 67' |
| 10    | MED   | Greivin Fonseca      |     |
| 9     | MED   | José Rodolfo Montiel |     |
| 7     | DEL   | Mynor Escoe          | 67' |
| 17    | DEL   | Josué Martínez       | 83' |
| D. T. | D. T. | Andrés Arias         |     |

| 10 | MED | Esyin Cordero   | 45'   |
| 91 | MED | Juan Diego Ruiz | 61'   |
| 25 | DEF | Álvaro Aguilar  | 83'   |
| 24 | DEF | José Sosa       | 90+3' |

| 8  | DEL | Randy Chirino     | 67' |
| 12 | MED | Rutsell Mora      | 67' |
| 16 | DEF | Lopsang Balmaceda | 83' |
| 24 | MED | Yecxy Jarquín     | 83' |

| 38' · 81' · | Javier Rosales Raúl Vidal | 1:0 2:0 |

| 30' · 33' · 40' · 45+2' | José Matarrita Walter Chévez Malcome Pilone Javier Rosales |

| 8' · | Nendalí Mendoza |

| 78' | Reggy Rivera |

| Principal  | Josué Ugalde    |
| Asistentes | Jeriel Valverde |
|            | Félix Quesada   |
| Cuarto     | Carlos Salazar  |

| 1     | POR   | Erick Sánchez   |       |
| 2     | DEF   | Andrés Jara     |       |
| 30    | DEF   | Joaquín Huertas |       |
| 55    | DEF   | Rafael Núñez    |       |
| 98    | DEF   | Ignacio Gómez   |       |
| 17    | MED   | Javier Rosales  | 61'   |
| 20    | MED   | Malcone Pilone  |       |
| 6     | MED   | Kevin Cabezas   |       |
| 26    | MED   | José Matarrita  | 45'   |
| 14    | DEL   | Walter Chévez   | 83'   |
| 88    | DEL   | Raúl Vidal      | 90+3' |
| D. T. | D. T. | Minor Díaz      |       |

| 1     | POR   | Ricardo Montenegro   |     |
| 13    | DEF   | Jameson Scott        |     |
| 3     | DEF   | Erick Rojas          |     |
| 20    | DEF   | Reggy Rivera         |     |
| 4     | DEF   | Nendalí Mendoza      |     |
| 21    | MED   | Verny Scott          | 83' |
| 11    | MED   | Anderson Fernández   | 67' |
| 10    | MED   | Greivin Fonseca      |     |
| 9     | MED   | José Rodolfo Montiel |     |
| 7     | DEL   | Mynor Escoe          | 67' |
| 17    | DEL   | Josué Martínez       | 83' |
| D. T. | D. T. | Andrés Arias         |     |

| 10 | MED | Esyin Cordero   | 45'   |
| 91 | MED | Juan Diego Ruiz | 61'   |
| 25 | DEF | Álvaro Aguilar  | 83'   |
| 24 | DEF | José Sosa       | 90+3' |

| 8  | DEL | Randy Chirino     | 67' |
| 12 | MED | Rutsell Mora      | 67' |
| 16 | DEF | Lopsang Balmaceda | 83' |
| 24 | MED | Yecxy Jarquín     | 83' |

| 38' · 81' · | Javier Rosales Raúl Vidal | 1:0 2:0 |

| 30' · 33' · 40' · 45+2' | José Matarrita Walter Chévez Malcome Pilone Javier Rosales |

| 8' · | Nendalí Mendoza |

| 78' | Reggy Rivera |

| Principal  | Josué Ugalde    |
| Asistentes | Jeriel Valverde |
|            | Félix Quesada   |
| Cuarto     | Carlos Salazar  |

|                                                                     |
| Campeón Segunda División 2022-23 Municipal Liberia Tercer título 3° |

## Estadísticas

### Máximos goleadores
Lista con los máximos goleadores de la competencia.
Datos actualizados a 23 de enero de 2022 y según página oficial.
| Núm. | Jugador          | Equipo               | Goles |
| ---- | ---------------- | -------------------- | ----- |
| 1.º  | José R. Montiel  | Escorpiones de Belén | 26    |
| 2.º  | Anderson Núñez   | A.D. Cariari         | 25    |
| 3.º  | Kenny Cunningham | Jicaral              | 17    |
| 4.º  | Raúl Vidal       | Municipal Liberia    | 16    |
| 5.º  | Slahuko Jawnyj   | Limón Black Star     | 11    |
| 6.º  | Sergio Moreno    | Fútbol Consultants   | 10    |